# Vega de Mesillas
Vega de Mesillas es un núcleo de población del municipio de Collado de la Vera, en la provincia de Cáceres, Comunidad Autónoma de Extremadura (España).

## Geografía
Se encuentra en la ribera del río Tiétar. Sus habitantes se dedican exclusivamente a las faenas agrícolas. Es zona de regadío.

## Patrimonio
Iglesia parroquial católica bajo la advocación de  San Cristóbal, en la Archidiócesis de Mérida-Badajoz, Diócesis de Plasencia, Arciprestazgo de Jaraíz de la Vera.